# Lin Yu-tang
Lin Yu-tang (* 11. Mai 2000 in Kaohsiung) ist ein taiwanischer Leichtathlet, der sich auf den Weitsprung spezialisiert hat und in dieser Disziplin 2023 Asienmeister im Freien und in der Halle wurde.

## Sportliche Laufbahn
Erste internationale Erfahrungen sammelte Lin Yu-tang im Jahr 2018, als er bei den Juniorenasienmeisterschaften in Gifu mit einer Weite von 7,46 m den vierten Platz belegte und mit der taiwanischen 4-mal-100-Meter-Staffel in 39,72 s die Silbermedaille gewann. Im Jahr darauf gelangte er bei der Sommer-Universiade in Neapel mit 7,75 m den achten Platz im Weitsprung und 2023 siegte er bei den Hallenasienmeisterschaften in Astana mit neuem Hallenrekord von 8,02 m. Im Mai siegte er mit 8,12 m beim Michitaka Kinami Memorial Athletics Meet und anschließend siegte er bei den Asienmeisterschaften in Bangkok mit 8,40 m und stellte damit einen neuen Meisterschafts- und Landesrekord auf. Im August schied er bei den Weltmeisterschaften in Budapest mit 7,45 m in der Qualifikationsrunde aus. Daraufhin belegte er bei den Asienspielen in Hangzhou mit 7,91 m den fünften Platz und belegte mit der Staffel in 39,28 s den sechsten Platz. Im Jahr darauf verpasste er bei den Olympischen Sommerspielen in Paris mit 7,70 m den Finaleinzug.
2025 gewann er bei den Asienmeisterschaften in Gumi mit 8,20 m die Silbermedaille hinter dem Chinesen Shu Heng. Anschließend belegte er bei den World University Games in Bochum mit 7,72 m den sechsten Platz.
In den Jahren 2020 und 2022 wurde Lin taiwanischer Meister im Weitsprung.

## Persönliche Bestleistungen
- 100 Meter: 10,24 s (+1,0 m/s), 17. Oktober 2021 in Neu-Taipeh
- Weitsprung: 8,40 m (+0,3 m/s), 15. Juli 2023 in Bangkok (taiwanischer Rekord)